# 加賀美まり
加賀美 まり（かがみ まり、2001年3月29日 - ）は、日本の元AV女優。LIGHT所属。

## 略歴
千葉県出身。2019年5月にMOODYZ（ムーディーズ）からAVデビュー。以降、企画単体女優として名前のあるものと、名前を出さない素人系作品に半々の割合で出演。
2023年7月23日、東京・レフカダ新宿で行われた「かるーくライトにイキましょう！女子マネ生誕SP」に出演。
2025年2月1日、3月31日をもってAV女優を引退することを自身のSNSで発表。
2025年3月31日、ゲストに円井萌華を招き、AV女優引退イベント『かるーくライトにイキましょう!　加賀美まり引退～そして神話が始まる…』を東京・レフカダ新宿で開催。同イベントでは、引退理由（前年8月に愛犬を亡くし、東京に居る理由が無くなったため地元に戻ることにしたこと）や、完全引退ではなく今後もイベント出演などAV出演以外は続ける意向であることなどを語った。

## 人物
趣味はAV鑑賞、特技はイラマチオ。趣味のAV鑑賞は小学3年～4年の時に父が段ボール箱に大量に隠していたVHSのAVを見たのがきっかけ。中学生で父のコレクションを制覇し、18歳になりDVDやネット配信で鑑賞するようになる。好きなジャンルは近親相姦作品など倫理的に不適切なドラマ作品。
初体験の相手は同じAV好きとして知り合った彼氏で、アダルトビデオメーカー「山と空」が互いに好きであったことから林の中でコートを着ての露出プレイの後のカーセックスプレイをした。
高校時代は陸上部で、ライターの沢木毅彦には「体幹がしっかりしている」と評された。14歳の時にぎっくり腰を患って以来、気を付けて鍛錬しているという。

## 出演作品

### アダルトDVD
- 18歳 激スリムボディー 騎乗位の逸材!! AV Debut（5月13日、MOODYZ）
- スレンダーボディが超痙攣! 絶倫グラインド騎乗位がエグすぎる 某有名体育大学の現役陸上部アスリートまりちゃんkawaii*デビュー（5月25日、kawaii*）※「まり」名義
- 18歳の初めて。ナマ中出しで覚醒 〜密室ホテルでひたすらセックス〜（5月25日、本中）
- 初めてのごっくん性交 中出しされたザーメンまでゴクリ!!（6月1日、ワンズファクトリー）
- 新章・放課後美少女H 若鮎のような肢体を弄び尽くし、愛液滴る秘所を責め抜いた連れ込み濃厚セックス…。（7月25日、オーロラプロジェクト・アネックス）
- リモバイDate あいchan（7月27日、MERCURY）※「あい」名義
- 海水浴帰りのビキニ美女が訪れるUVケアオイルエステ 2（8月9日、MAGIC）
- 素人女子大生限定! パンティ素股でカチカチち●ぽがアソコに擦れて赤面発情!クロッチは恥ずかし汁まみれ!そのまま生で擦り合わせて、ヌルヌルワレメに結局つるんっと入って生中出し!! 赤面女子1周年記念 特別編 9人収録9時間撮り下ろし（8月9日、赤面女子）
- 「マジ天使!?」 骨折してオナニーできない僕のチ●コは我慢の限界!それを見かねた美人ナースは使命感に駆られたのか優しく手を添えてくれ… 4（8月16日、DOC）
- 【個撮】お嬢様学校に通う箱入り娘J○まりまりがオレのタダマンになったからこの前撮ったやばめオフパコをお前らに見せてやるよwww（9月13日、STRAWBERRY CATS）※「まりまり」名義
- リアルガチドキュメント 実は私、この作品で本当にイッちゃいました!（9月16日、MAXING）
- マジックミラー号サマースペシャル! 夏だ! 海だ! ビーチの開放感! 素人ビキニ娘にソープ嬢の激エロテクニックを見せたら超アゲアゲのエチエチになっちゃうなんて!（9月26日、サディスティックヴィレッジ）
- 制服美少女ごっくんアルバイト 3P天国オプション 中年限定デリバリー全身リップ精飲リフレ 加賀美まり 野々原なずな（10月19日、エムズビデオグループ）
- 顔出し解禁!! マジックミラー便 大手一流企業に勤めるインテリOLさん 仕事中に人生初の素股編 vol.02 10人全員SEXスペシャル!! ギンギンに勃起したデカチンを赤面まんコキ! 恥ずかしさと気持ちよさで濡れ出したエリートオマ○コにヌルっと挿入! in 新宿 & 新橋（10月19日、DEEP'S）
- 「突然すみません! 取りあえずカンパイ!」 深夜2時に飲み屋で張り込み女子だけの卓に… 勝手に相席! 居酒屋ナンパ! 飲んで飲ませて連れ出し乱交パーティー!!（10月25日、ナンパJAPAN）
- 世間の厳しさを知らないお嬢様育ちの箱入り娘に強制中出し 加賀美まり（10月27日、MERCURY）
- あの頃、制服美少女と。加賀美まり（11月1日、ドリームチケット）
- ワケあり美少女の￥裏バイト。 03（11月1日、プレステージ）
- 教え子と子作り新婚生活 加賀美まり（11月21日、アイエナジー）
- 巨乳水着ギャルばかりを狙う海の家ナンパエステ 17（12月1日、変態紳士倶楽部）
- 完ナマSTYLE@まり ＃円光JD ＃上級フェラ顔 ＃初めての生円光 ＃生大好きになっちゃった ＃連続中出し（12月27日、First Star）
- 所構わず俺の友人を誘惑しまくる!? 発情期に突入した困った妹 加賀美まり（12月28日、Shark）

- 監禁牢獄 口からマ○コまで精子溢れるまで犯して犯して金儲けの歯車として永遠にマワされつづける美脚美少女の絶望記録（夢なら夢で早く覚めて…） 加賀美まり（1月27日、First Star）
- 秘密の輪姦倶楽部 LINCOLN＃1 某学生まり様の場合（1月27日、First Star）
- 鬼畜父の性玩具 孕ませ性交によって引き裂かれた純心 加賀美まり（2月1日、プラネットプラス/アンビバレンツ）
- エロ尻温泉痴漢 尻が大好物の待ち伏せワニ達に濡れ透け美尻をねっとり痴漢され、複数チ●ポで未体験アヘトロ絶頂!（2月14日、ZAP）
- 神パンスト 加賀美まり（2月20日、親父の個撮）
- 体験人数は彼氏1人だけ。初恋の相手と結婚を控えた一途な純愛系彼女がバイト先の送別会で媚薬盛られ4P寝取られ規格外のデカチンに堪らず嬉し泣きアヘ堕ち!!（3月13日、ZAP）
- 人妻12人! 潮吹きまくり発狂指オナニー（3月15日、LOTUS）
- 姉の口マ●コに四六時中地獄突き 加賀美まり（4月3日、NON）
- やっと手に入れた妻ようの媚薬をうっかり娘が飲んじまった！普段活発なエロ無縁の娘が、ガンギマリのアヘ顔で俺のチ●ポに迫ってくる。抵抗虚しく、娘に玉が空になるまで抜かれた父親は私です。（4月3日、NON）
- 近所で洗車しているノーブラ奥さんにマル秘媚薬バイブをぶっ挿し固定!! 野外拘束されながら山芋媚薬が疼きまくり悶絶絶頂チ◎ポ乞い!（4月10日、ZAP）
- 会社の飲み会で終電を逃した酔っ払い後輩と二人きり。仕方なく入ったラブホテルでドキドキの相部屋宿泊物語。 加賀美まり（4月10日、宇宙企画）
- 【公園】えちえちHギャル★ビッチHYPER（4月12日、MERCURY）
- パンティの中にチ○ポを挟んで射精に導くお姉さん（6月7日、アロマ企画）
- ガチナンパ! 看護学生さん狙い撃ち! 初めてのWチ○ポに思考停止! Wフェラでマン汁ダダ漏れ! 欲しくなっちゃってSEX15発射!（6月15日、ピーターズ）
- 村の伝統行事 お神輿女子クロロホルム オメェ大丈夫か? 熱中症で倒れてたぞ…（6月25日、レッド）
- 万引きGメンの事件簿 万引き依存症の人妻たち… 「奥さん、お会計済んでませんよね?」（7月7日、東京スペシャル）
- 裏切りの卒業旅行 花音うらら（7月23日、グローリークエスト）- 主演は花音うらら。加賀美は脇役出演。
- 乳首が感ずる女たち 3（8月1日、OFFICE K’S）
- 素人娘 初めての「チ○ポ洗い」アルバイト 3（8月1日、OFFICE K’S）
- 本気の白濁マン汁を垂れ流してイキまくる!! 素人娘のおま○こズボズボ指オナニー（8月1日、OFFICE K’S）
- サエない俺に同情した女子校生の妹に「擦りつけるだけだよ」という約束で素股してもらっていたら互いに気持ち良すぎてマ○コはグッショリ!でヌルっと生挿入! 「え!? 入ってる?」 でもどうにも止まらなくて中出し! 8（8月13日、アイエナジー）
- 絶頂イク逝く112回 自画撮り潮まみれオナニー（9月15日、プリモ）
- 着衣のまま強制挿入してくる痴女のパンスト騎乗位（9月17日、グローリークエスト）
- 採用基準は《尻の丸み》 就業規則は《黒ストッキング着用》のフェラチオ商事株式会社（9月20日、アロマ企画）
- 令嬢股縄調教 02 お嬢様の股間に食い込む麻縄（10月1日、バミューダ）
- カワイイ女子○生とエッチするために僕は教師になったんだ! 5 愛くるしい顔と、ピチピチスベスベで水も弾く肌に、発育中の微乳やまだまだ発育途中の巨乳のおっぱいに、ムチムチパツパツ揉みごたえ十分に成長したお尻を持つイマドキ女子○生とイチャイチャラブラブできるのは変態教師の僕の特権であり権利です!（10月8日、SWITCH）
- 黒人解禁 黒人巨大マラ破壊 加賀美まり（10月16日、エーゲ）
- シロウト撮VOL.01 うぶっ娘・恥じらい・ガチ恋・ハメ撮り・素人個人撮影（10月22日、胸熱素人）
- おしゃぶり予備校 68 加賀美まり（11月1日、FS.KnightsVisual）
- 濃厚なベロちゅうでギンギンになったフル勃起チ○ポを唾液ローション手コキで射精に導くドS凄テクAV女優（12月17日、グローリークエスト）
- 全裸オイルキャットレズファイト 3 桜木優希音 加賀美まり（12月24日、ROCKET）

- 女性限定! 素人ナンパ! 枢木あおいと気持ちいいことしませんか? 全力体当たりレズビアンSEX!（2月7日、ビビアン）
- 某繁華街の雑居ビル内に違法に存在するJ●リフレでは現役女子●生が夜な夜な男性相手に非合法なリフレ性サービスをしているとの噂が! 激カワ×エロ小悪魔なJ●リフレ嬢たちを徹底SCOOOP!（2月12日、SCOOP）
- 銀粉女囚レズビアン 枢木あおい 加賀美まり（3月1日、バミューダ）
- えっちな女子校生の淫語かたりかけぐちゅぐちゅ連続絶頂指オナニー 2（3月25日、アイエナジー）
- 喉奥依存症の女（4月13日、ダスッ!）
- 営業にきた生保レディがまさかのノーブラノーパン!? 断るつもり120％だったのにガチガチになってしまった童貞チ●ポは我慢できずに終身保険契約中出しSEX!（5月13日、SCOOP）
- 田舎暮らしに憧れて… 耕されたシングルマザー ご近所付き合いが大事だベェ（5月25日、レッド）
- チ○チン大好きな女集めました S-Cute美少女とホテルでプライベートSEX（7月1日、S-Cute）
- 黒人中出し暴行（7月1日、ワルハラ）
- ザーメンジェット 4（7月1日、FS.KnightsVisual）
- 2人のエッチ大好き神ビッチ変態義妹とボクを残して海外赴任してしまった両親! とんでもない性欲モンスター義妹2人との性活における唯一のルールは求められたら、いかなる時でも満足するまでエッチしなくてはならない!!というモノ!! いつでも好きな時にヤレちゃうしヤラれちゃう義妹2人との共同性活は中出ししっ放し、されっ放しでとにかく最高!!（7月19日、Hunter）
- 誰も知らない! 酔ったバイトの真面目な先輩はキス魔ならぬしゃぶり魔だった件! バイト先の先輩の送別会をしたら普段真面目な先輩女子が酔い潰れて誰も介抱せず下っ端のボクに押し付けられた! 終電も無くなりしかたなくボクの家に連れてきたらさらにお酒を要求する先輩、ワンチャン期待しつつも何事もないかと思いきや、酔った先輩がボクの手を取り指をパクリ、モノ凄い舌使い & バキュームでビックリ!! さらにボクの顔を掴んで濃厚ベロチュウからの舌フェラで結局最後までしちゃいました。（7月19日、Hunter）
- 喉責め絞首刑（8月1日、ワルハラ）
- 普段は清楚で真面目な人妻がイケメンでデカチンの娼夫と相部屋ホテルでお金を払って妊娠懇願不倫SEX 加賀美まり（8月6日、ONE MORE）
- イケてる女子グループが学校の屋上にプールを設置! 制服 × プール × 水着のエロ過ぎる組み合わせに勃起して… 去年まで女子校だった学校に編入したら男はボク1人! その結果、イケてる女子グループに毎日パシられています。そんなイケてる女子グループたちは暑さ対策として屋上にプールを設置! 制服の下に水着着用! 胸の谷間やお尻の食い込みがエロすぎて勃起がおさまりません! それを見た女子たちはドン引きするどころか逆に水着を見せつけてボクをさらに誘惑!? さらに学校で水着のままチ○ポをハメまくって汗だくで何度も中出しを求めてきた!（8月7日、Hunter）
- 異世界転生!? ボクが目覚めるとそこは見覚えのない場所…。まったく知らない人生が始まっていた。夢? 夢にしては少々リアルすぎるし、今流行りの異世界転生ってやつか? でもそれはテレビやマンガの世界であって、そもそも全然異世界じゃないし…。でもリアルでもない。どうせリアルじゃないんだったら生で挿れたり、中に出したりめちゃくちゃしても大丈夫だよね!? ああ、コレって異世界転生じゃなくて似世界転生か。（8月19日、Hunter）
- 黒人巨大マラ喉姦（9月1日、ワルハラ）
- ナンパした素人娘に俺のチ●ポを見せつける! センズリ鑑賞 4 怒涛の5時間 27人SPECIAL（9月7日、かぐや姫Pt/妄想族）
- 「アンっ…」「本当にいいの!?」「いいから続けて絶対おっぱい大きくなるんだから!」真面目な姉が育乳懇願! 決してオッパイは小さくない姉がなんでこんなこと言っているのかというと、自分より胸が大きい巨乳女に彼氏を取られたから! だからボクに胸が大きくなる手伝いをして欲しいと言ってきて… でも揉んでいたら段々とお互い訳が分からなくなり感じはじめる姉… 勃起しだすボク…。育乳のつもりが完全にスイッチが入ってしまい…（9月14日、Hunter）
- 『恥ずかしい… 私、またイッちゃった…』 何度も何度も恥ずかしイキするほぼ処女状態の義妹は追い打ち連続ピストンで何度も何度も突きまくったら狂ったら狂ったようにイキまくり!! 超恥ずかしがり屋の義妹が最後は自ら中に欲しがる淫乱女子に豹変!（9月14日、Hunter）
- 「こんな機会、もう無いと思うので言います…… 先輩のこと好きでした」バイトの打ち上げで酔い潰れたボクが後輩女子の一人暮らしの家にお泊りした話（9月14日、Hunter）
- レズ解禁 ～かわいい娘がかわいい娘を犯す～（9月17日、MBM）
- 女刑務所 屈辱と苦痛に引き裂かれた女のプライド（10月1日、ワルハラ）
- 【完全主観】同じ職場の憧れの受付嬢とヤリたい放題性交 Vol.005（10月12日、BAZOOKA）
- 喘ぎ声も出せず声を押し殺し… お見舞いにやって来た敏感制服美少女病院内中出し痴漢（4月13日、カルマ）
- 放課後極限イラマチオ（10月26日、Hunter）
- 開始0秒で即エッチ! 超エロいヤリマン訳ありお姉様だらけのゲストハウスに入居したら男はボク1人で24時間365日勃起しっぱなしでエッチしまくり! とにかくエロいお嬢様だらけで日々エッチしまくりでチ○ポを休める時間がありません!（10月26日、Hunter）
- 「ヤバい… デカ過ぎる! 挿れたら気持ち良すぎておかしくなっちゃう。挿れたい。いや挿れちゃダメ」（※女たちは0.1秒で考えた） 結果、即ハメ!（11月9日、Hunter）
- 夢の3P! 酔った義姉が終電を逃した女友達と一緒にボクのアパートにきて川の字で寝る事に! 寝相が悪く服が乱れ始めパンティ & 胸が露になって…（11月9日、Hunter）
- 勉強の疲れを癒しにやってきただけなのに… 東京渋谷 制服美少女たちの我慢できない悶々整体院（11月16日、カルマ）
- 校内淫スクグラム 校舎内限定の動画共有SNS『In school gram』（インスク）が生徒たちの間で大流行! 少しエッチで面白い写真が映えると噂になった途端、みんな我こそはといわんばかりにエロオモロイ写真をアップし始める。ところが、それが段々とエスカレートして、相当エロくなると、写真どころか動画まで投稿しだして、ついには男子生徒に協力して貰いハメ撮り動画まで!! 誰が初代校内インスクグラムの女王になるか学校中で激しいレースが繰り広げられる!!（11月23日、Hunter）
- 中途採用のソソる女子社員と社内歓迎会でセクハラ飲み会。酔わせて皆で悪戯してやろうと飲ませて触りまくると、はじめは嫌がっていたが… なんと本気で感じ始めキス魔に変身!? ベロキスで興奮し脱ぎだしたので止めようとしても止まらない彼女! ビビって逃げる男達!! 逃げ遅れた俺は皆の分まで酔ったキス魔の女子社員と絶頂を迎えるまで腰砕けファックさせられました!（12月9日、SOSORU×GARCON）
- 『お兄ちゃんいつまで我慢できるかな～?』 ヤリマン小悪魔義妹の凄テクを我慢出来たら童貞喪失! 生中出し放題!（12月14日、Hunter）
- 彼氏にフラれた直後の女友達と即エッチ! 朝まで寂しさを埋めるように獣セックス!（12月14日、Hunter）
- 仲良し姉妹は彼氏もセフレもチ○ポも精子も何でもシェア! 妹がSEXしていたら姉を、姉がSEXしていたら妹を呼んで仲良く3Pするんです! 勃起したボクのチ○ポをどちらかが見つけようもんなら、2人で仲良くシェアして同じ回数づつ中出しさせて、最後はお口に出した精子も仲良く半分にするんです!（12月28日、Hunter）

- 『お口までと言っていたのに、挿入?』 超早漏で落ち込んでいるボクを心配する義母が手コキ & フェラですぐイカないように特訓をしてくれる事に!（1月25日、Hunter）
- 貴方は本当のクンニを知らない…  セックスアドバイザー 「えっ! …夫のやり方と違っ… 我慢できないっ…」（2月8日、東京スペシャル）
- スカートの奥に見えるパンティ… 見てるだけで満足? それとも触ったりチ○ポに擦りつけられたりしたい?（2月22日、アロマ企画）
- 「仕事できなくてもいいからチ○ポしゃぶらせて!」 普段は厳しいのに男がボクだけになると… よだれを垂らして執拗にチ○ポを舐めまわすド淫乱女上司。（2月22日、Hunter）
- マジのガチでヤバすぎる! 恐怖の出前配達員 強姦される母娘!姉妹!（2月22日、レッド）
- ボクを見下すクラスの最低女に屈辱の仕返しマングリ拘束（3月8日、Hunter）
- 新設小悪魔マッサージで感じちゃった僕。その1（3月22日、アロマ企画）
- まる見え盗撮アプリ あなたオナニーしたでしょ! 「商品からマン汁の匂いがしますねこれ 笑」（3月22日、レッド）
- 黒パンストお姉さんの美脚をローションまみれにして戯れたい!!（4月5日、アロマ企画）
- 連日繰り返される店長からの執拗なイラマチオに、いつしか自分から『喉姦』を期待して疼いてしまう美人店員。（4月12日、Hunter）
- 困ってんだろう? 相談に乗るよ…  家賃滞納者と管理人 「これくらいやっても… バチはあたらないさ」（4月12日、東京スペシャル）
- リアルパパ活女子【スレンダー美少女の誰にも言えないハメ撮り性活】まりちゃん 22才 女子大生（4月23日、Shark）
- スタンガン! 誘拐! 拘束! 監禁! 彼氏の目の前で犯される女 「くそっ… 気持ちよくなんか… ならないしぃ… イクッ…」（4月26日、レッド）
- 鬼畜! 狙われた女の子… 家族レイプ 「今からお前のママ呼んでよ! たっぷり犯してやるからさぁ」（4月26日、レッド）
- おもらししてグチョグチョになったパンティを男の顔に押しつけ悦ぶ女性たち（5月3日、アロマ企画）
- 女教師や生徒を拘束! 誘拐Live 配信 「要求に従わない場合は一人づつ公開レイプだ!」（5月24日、レッド）
- 「奥さんいい乳首してますね～」 妻を交換しませんか? 「いやぁーすいません勃起しすぎて中出しちゃいました… うちのも出して下さいよ」（5月24日、レッド）
- ギャルサーが先輩宅で家飲み女子会していたら女だけのレズ王様ゲーム→女王様ゲームに! 川菜美鈴 高梨有紗 来栖みく 渚ひまわり 加賀美まり（6月23日、アイエナジー）
- 私おばさんだけど触ったらその気になってくれる? 30歳過ぎて未婚! 彼氏もセフレもいない私は3年以上ノーSEX! だから久しぶりに男の勃起チ○ポを見ちゃったら体が反応しまくり! 挿れたら感じまくり! 中に出させまくり!!（6月28日、Hunter）
- 運に見放された男の八つ当たり とある易者の女 私… 本当の事言っただけなのに…（6月28日、レッド）
- もう我慢の限界だ… 息子の嫁 「隠れてオナニーしてるの知ってるよ…」（6月28日、レッド）
- 大丈夫… 私が耐えれば 旦那に売られた妻たち… 「ぐぅぅ… あぁもうだめ… いぐぅぅ」（6月28日、レッド）
- 舐められた指導者の娘 私を倒してイキなさい! 強がっても道着の中は女だなぁ（6月28日、レッド）
- 薬を盗んだ女医と看護師 高額転売の罪と罰! お前みたいなヤツは粛清が必要だなぁ～（7月26日、レッド）
- 室内に仕込まれた罠 10分整体マッサージ 「えっ… なんで? 私… 抵抗できなっ… アッ」（7月26日、レッド）
- 変態経営者の戯れ コスプレ遊戯 「嫌ならいいよ… 通報するから! …ニチャァ」（7月26日、レッド）
- 昭和心霊ノスタルジー 学校の怪談 えいっ! えいっ! えいっ!（7月26日、レッド）
- ニーハイブーツの腿こき（8月2日、アロマ企画）
- デカ尻顔騎コキ（8月2日、ゑびすさん/妄想族）
- 知らない方が身のためだ… 園長先生ありがとう 問題は解決しておきますから… ニチャア（8月9日、東京スペシャル）
- 海の家のオーナーによるヤクづけ強●事件映像! このアヘイキ顔AVにしちまうからな!（8月12日、グーニーズ）
- 【受付嬢凌辱!】 上半身は業務中 下半身はレイプ進行中!! 気丈な振る舞い、献身的な対応の女性たち。 『声出すんじゃねーぞ! そのまま仕事をしとけ!』（8月12日、グーニーズ）
- 「当店新メニューの試飲をお願いします!」 ネットカフェ○睡レ○プ 2  店長だった私はこうやって数々の女性客たちで性欲を解消してきましたが何か? 井○店編（8月12日、グーニーズ）
- 野外露出調教レズ（8月16日、ゑびすさん/妄想族）
- これさえあれば… 俺だって… 鬼畜スタンガンレイプ うぉぉ… すげぇ簡単に動けなくできるよぉおい!（8月23日、レッド）
- おいおいマジかよ何コレ 高学歴の精子提供者… 求む おぁっあっ…ドピュッ… 最高! 中に出し放題じゃねぇ～か（8月23日、レッド）
- 万引きダメ。ゼッタイ。 悲劇! 転売厨の末路 通報されたくないなら… 分かるよねぇ奥さん…（8月23日、レッド）
- もっと勉強しろっ! 演劇部員の本気 「あれ? ちょっと待って、えっあっ…」（8月23日、レッド）
- 盗撮! 摘発されたJ系バイトの耳かきリフレ裏オプ本番の実態!（9月9日、グーニーズ）
- 驚愕! クレーマー謝罪! 「効果がない!」と性欲増強クリームを訪れた美人OLに強要したら効果覿面で生ハメアヘ顔ナマ中出し（9月9日、グーニーズ）
- ロングスカート内クンニでこっそり爆イキ! 突然出来た清楚で美人な義姉は両親に隠れてボクにロングスカート内クンニを求めてくるほどの変態女! 周りに誰がいてもボクをスカートの中に誘ってこっそりイキまくるほど超欲求不満! それだけでは物足りない義姉はチ○ポと中出しをおねだりしてきて…!?（9月13日、Hunter）
- 覗かれていた作業服の中身 雌の匂い もう金玉パンパンなんだよ!（9月27日、レッド）
- えっ! 私には無理です! 受付AIロボット こん・にち・わ・あっ・あんっ（9月27日、レッド）
- S級裏風俗嬢と中出し & 口内射精で○玉空っぽの4回戦（9月30日、黒船）
- 秘密のパンチラスポットでは同じマンションのお姉さんのパンツが丸見え!と思ったらわざと?（10月11日、Hunter）
- ベロ腹密着鼻舐めレズ（10月18日、ゑびすさん/妄想族）
- 「待ってダメ… 挿っちゃうよ! 擦りつけるだけで我慢して!」 水泳部の美人エースと部室で2人きり競泳水着素股!（10月25日、Hunter）
- 勝手に農薬を撒いた女… 田舎暮らしに憧れて 「町内会長さん… 助かり… あれっ」（10月25日、レッド）
- 「めちゃくちゃに犯して欲しいんです…」ドM美少女調教 性処理ペット 5名（10月27日、First Star）
- 濃厚接吻レズ（11月1日、ゑびすさん/妄想族）
- 「我慢できない! もうお前でいいや」 父の再婚相手は若くてキレイな人だが… なんとボクも一度お世話になった事がある地元で有名な超ヤリマンの先輩だった!（11月8日、Hunter）
- 蒸れパンストOLの足指舐めレズ（11月15日、ゑびすさん）
- あれっ何かどこかで… ホテルにきた女 やっぱり中見たいよなぁ（11月22日、レッド）
- 伸縮自在乳首アクメレズ 2（12月6日、ゑびすさん/妄想族）
- 隣人苦情 2 性欲が強い彼女とハッスル中に騒音苦情にやって来た隣人がチューやクンニのお手伝い 彼氏は中出し! 彼女は大満足! そして隣人は…?（12月9日、ホットエンターテイメント）
- 人妻ナンパ中出しイカセS vol.01（12月9日、ホットエンターテイメント）
- 「ねぇ起きて! 昨日の続きしよ!」 朝、目が覚めると… ボクの上にまたがる裸の同期女子社員!（12月13日、Hunter）
- えっ! そんな事ある?! はたらく女 俺にも… 出来るかも…（12月27日、レッド）
- なんでも共有でしょ シェアハウス盗撮 そりゃワレメも… だよなぁ（12月27日、レッド）
- しゃがんだ女性のズボンから無防備にハミ出すエッチなTバック! 思わずガン見していたら勃起してしまうボク。もちろんバレて怒られるかと思いきや…。彼女たちは見られる事で興奮し食い込んだTバックは爆濡れ状態になっていた!!（12月27日、Hunter）

- 「君か、君以外か。」人事部長のチ○チ○争奪!? 希望部署に配属されたい新入女子社員の逆3P中出し研修 2（1月13日、ホットエンターテイメント）
- 【実録】一度は着てみたい超絶カワイイ制服で有名なファミレスの猥褻入店面接（1月13日、グーニーズ）
- 団地の集会所で行われた婦人科検診で欲求不満な団地妻たちに悪戯する医師会の実態!!（1月13日、グーニーズ）
- 秘湯温泉! 貸し切り露天風呂強姦映像（1月13日、グーニーズ）
- 演劇部員の本物と本気 えっ… あっ… これヤバっ…（1月24日、レッド）
- 痴漢盗撮 & 中出し素人娘 媚薬オイルマッサージVOL.20 超強力媚薬を配合しマッサージオイルを施術中に知らずに塗りこまれたオンナは、身体の火照りに驚き、チ○ポを欲しがる自分に戸惑い、垂れ出したマン汁に恥ずかしがりながらも生ハメ中出しまで欲してしまう!（1月26日、親父の個撮）
- 停電無差別昏睡レイプ 電気系統制御システムを熟知した男の鬼畜映像（2月10日、グーニーズ）
- 実録! 夜行バス「昏睡強姦イキ発射致します」（2月10日、グーニーズ）
- 淫絶股縄調教（2月16日、バミューダ）
- 業界激震!? AV新法のせいで女優さんのドタキャンで撮影中止になるのを回避させたい監督に懇願されAV出演させられた社員ADの私。「中出しまでされるなんて聞いてませんよ!!」（2月23日、.WorKs/FALENO TUBE）
- ヤレるノート 女子から嫌われているとある男子学生の記録（2月23日、.WorKs/FALENO TUBE）
- 絶対に許さない…  町工場であった話（2月28日、レッド）
- 性裁します… マウントを取りたがる女たち 「結局… あんあん言うんだろ」（2月28日、レッド）
- 亡くなった旦那の借金 今時… こんな事あるなんて 「娘だけは許してください…」（2月28日、レッド）
- 摘発! 上級国民による会員制乱交パーティーの実態!! 未成年者（女子○生）まで参加していた密室での一部始終の映像が流出!!（3月10日、グーニーズ）
- 蔵の中で緊縛調教される女子校生 パパ活を繰り返す大人をナメた生意気娘。縄調教と屈辱的な躾けのお仕置き折檻 加賀美まり（3月14日、グローバルメディアアネックス）
- 高飛車な美脚上司を怒りの逆襲ピストンで脚ガク痙攣堕ちSEX! ドMな本性を剥き出しにした生ハメ4P中出し!（3月23日、FALENO TUBE）
- 「ごめんくださぁ～い」 何も気づかず夢中でVRオナニー中にやってきた隣人のお姉さんはバーチャル世界にトリップした俺♂にHな悪戯をしてきた!? パねぇリアルな感覚にそのままスケベなお姉さんに生ハメ中出ししちゃったみたい（3月23日、ホットエンターテイメント）
- N●Kをぶっ壊せ! 「あぁぁん壊れちゃう～～!」 N●Kの高圧的な集金人とスクランブル性交するまでの経緯!! 受信料は中出し払いで!!（3月23日、.WorKs/FALENO TUBE）
- 薬品を盗み高額転売… エロナースのお仕事 「お前…ワレメに太いの注射されても文句言えねぇよなぁ」（3月28日、レッド）
- とある性心理学の催眠療法 その性の悩みを肉棒でぶち壊す!（4月20日、.WorKs/FALENO TUBE）
- 問題児とシングルマザー 田舎においでよ（4月25日、レッド）
- 盗撮したのがきっかけでした… 転売厨に店長が天誅（4月25日、レッド）
- 少し借りるだけだったんだ… あいつの妹 ちょっとくらい… 良いよな（4月25日、レッド）
- 僕と肉欲な彼女と隣人の共同セックス! 彼女を満足させる為によがり声騒音で苦情にやって来た隣人を交えて3P突入 4時間DX（5月12日、ホットエンターテイメント）
- 借金の形 母親に売られた娘たち… 「マンスジをなぞられても文句言えないんだよ」（5月23日、レッド）
- キレた男の嫉妬 生配信切り忘れ生中出し 恍惚とした状態がつづく…（5月23日、レッド）
- 人事部長となりゆき逆3P研修 同僚OL竿姉妹SP（6月9日、ホットエンターテイメント）
- 美人奥様に街角アタオカ調査! 高収入の男or高チ○ポの男 好きなのはどっち?? 戸惑う奥様にデカチン見せつけ即ハメ生中出し!!（6月9日、ホットエンターテイメント）
- ￥$マニー￥$の虎 志願者たちよ貴女の未来に投資します! 事業計画のビジョンを話していたらアソコがビショビショに!! 投資即決!? 即生挿入!?（6月22日、.WorKs/FALENO TUBE）
- 健全メンズエステでフル勃起 射精するまで帰れまてん（7月6日、.WorKs/FALENO TUBE）
- 【緊急配信】ウソかホントか!? いきすぎ都市伝説!! 20XX年4時間SP あの噂の真相が解明!! 信じるか信じないかはあなた次第です!?（7月6日、.WorKs/FALENO TUBE）
- 軽〇沢プライベートプール ホテル従業員による強姦事件映像（7月14日、グーニーズ）
- 試着室でアパレル店員が裾上げしている最中に性器露出!? 営業中にそのまま密室性交!!（7月14日、グーニーズ）
- なんでこんな事できるの… 借金をしたパートタイマーの母と娘 「おっ娘か大人のち○ぽの味を教えてやるか」（7月25日、レッド）
- ボクん家の風呂を借りにきた同じクラスの女子の裸を見てしまいフル勃起! 思わぬデカチンに面白がって触ってきた女子が興奮して毎日エッチ三昧! そして妹から「ずっとお兄ちゃんが好きだった」と突然の告白! 妹も入り乱れハーレム展開に!（8月10日、FALENO TUBE）
- 超底辺学校のリアル!! やりらふぃーなJ系たちは留年回避もお手の物!? 底辺同士の負けられない放課後のエロバトル（8月10日、.WorKs/FALENO TUBE）
- 誰もいない健康ランドの大浴場で…フル勃起のデカチン18cmを見て大欲情した女性清掃スタッフたち～こんなの見せられたら（・∀・；）おちん○久しぶりだから（＃ ﾟДﾟ）ゴルァ!!～（8月10日、.WorKs/FALENO TUBE）
- 出前配達員の奥さんとバイトの女の子 俺の事… 好きなんでしょ（8月22日、レッド）
- 顔出しMM号 女子大生限定 ザ・マジックミラー お口の中身はなんだろな? こっそり出されたデカチンをじ～っくり舐め回して無意識に濡れちゃった女子大生はオマ○コ生挿入でイキまくり!（9月5日、DEEP'S）
- 親切な方でよかった… 「お母さんを呼んだほうがいいよ」 娘はどこですか…（9月26日、レッド）
- 「恥ずかしいところ丸見えだよ…」 ちんぐり返し無防備射精しちゃうM男くんが大好き!（10月10日、ケチャラパチャラ/妄想族）
- 驚愕の放課後SEXレポートを公開します! とある調査によると近年ではZ世代の若者半数以上が男女共に性行為の経験が無いとの報告が上がっております。しかし底辺学校（偏差値35）の現役学生マコト君が放課後SEXライフをリアルレポート!! いつものたまり場で学校帰りに×××、この人たち猿のごとくまぐわいます! 発情期は止まらない!（10月12日、.WorKs/FALENO TUBE）

### アダルトVR
- 【W潮VR】男も女も同時にW潮吹き! (ハメ潮 & 男潮) 快感絶頂スプラッシュVR 加賀美まり（10月7日、SODクリエイト）
- 新開発! 超精細カメラ撮影 先輩? チューしよう? ～18歳の過剰誘惑に耐えきれない青春性交~ 加賀美まり（10月18日、CASANOVA）
- HQ劇的超高画質 制服リフレ! 見せつけオナニーにたまらず大興奮! 欲情を抑えきれなくなり中出し。 「 ダメって言ったのに。絶対に許さないんだから」 加賀美まり（11月8日、ブイワンVR）
- HQ超激的高画質 フェラ大好きドスケベ小悪魔女子!! 小さい頃、超仲良しの幼馴染と久しぶりに再会したらフェラが大好きなドスケベ小悪魔女子になってビックリ!! …バキュームフェラされて何度もイッてしまったVR 当然最後までエッチもしちゃいます!! 加賀美まり（11月19日、ROYAL）
- 超画質革命! Hが大好きなJ○にお金をたくさん渡して生ハメ中出ししちゃった! 加賀美まり（12月13日、こあらVR）

- 舐めるのが大好きな黒髪スレンダー美少女 加賀美まり（1月15日、KMPVR）
- 耳舐め手コキVR（2月22日、KMPVR）
- 乳首開発VR（4月21日、KMPVR）
- 彼女の親友が、僕の家に泊まりに来た。おっとりした性格のひなたちゃんは、無防備な格好で僕を無自覚に誘惑してくるので… 我慢できずに押し倒したら… 久しぶりのセックスでイキまくったVR（4月29日、アタッカーズ）- 主演は小泉ひなた。加賀美は脇役出演。
- VRアナル観察 ハイクオリティ ノーモザイク 2（6月22日、ガン見隊）
- はみ出る剛毛VR（7月22日、KMPVR）
- VR顔騎 3 超高画質 HQ4K60p（11月26日、ガン見隊）
- VRドジっ娘物語 ノーモザイク ハイクオリティ（12月20日、ガン見隊）
- HQ劇的超高画質 地味っ娘大変身! エロランジェリー誘惑でマンネリSEX解消大作戦! 加賀美まり（12月25日、ブイワンVR）
- じっくり女体観察 2 そのままSEX（12月30日、ROOKIE）

- ほぼノーモザイクVR 目の前でTバックランジェリーのままオナニーして感じまくる姿が見れる!（1月20日、ROOKIE）

### アダルト配信
- 【初撮り】ネットでAV応募→AV体験撮影 1003 まり 18歳 無職  経験人数1人! 消極的な女の子が自分を変えたくてAV出演。敏感ボディをビクビク震わせて中イキの連続♪（7月3日、シロウトTV）
- まり (orec379)（8月1日、俺の素人）
- まりぱみゅ (18)（8月23日、しろうとまんまん）
- 18歳バンギャはイラマで濡れるドMちゃん!! 路上ノーパンでがっつり喉奥まで挿入してむせてヨダレで汚れる顔も可愛いっす!! 大好きなバンドマンの為にオジサンチ○コ突っ込まれて喘ぐ美脚美少女のアクメ顔を見てね♪ ＜美少女専門下着買取アプリ：ウリカリ12：マリ＞（9月3日、プレステージプレミアム）
- 真奈美 (ion014)（9月4日、ION イイ女を寝取りたい）
- まりぱみゅ (18) 2（9月20日、しろうとまんまん）
- まりり（12月27日、J●調査隊 teamK）

- まり (sqb038)（2月28日、シロウト急便）
- まり (tkwa026)（3月19日、ときわ映像）
- まりこ（4月11日、ビニ本本舗）
- あい (hta376)（4月13日、ヒルズ妻）
- 彼氏の親友とセフレ関係 車でイタズラ ホテルでハメ撮り（4月28日、ION イイ女を寝取りたい）
- まりちゃん (oretd697)（5月20日、俺の素人）
- みさと (endx288)（6月10日、E★ナンパDX）
- KAGAMI (oretd711)（6月12日、俺の素人）
- 乱れる制服姿でJ〇駅弁ハメ撮り! 純粋無垢な少女に怪しい「駅弁職人」の魔の手が迫るww 秘伝の空中激ピスで大量ザーメンを無重力発射!!（9月28日、黒船）
- まりまり (kamig028)（9月30日、かみごえ。）

- Kさん (gerk369)（5月12日、ゲリラ）
- 【妄想主観】妊娠懇願雌堕ちNTR 種無しED旦那を持つ欲求不満な人妻のお下品すぎる生中出し不倫物語 加賀美まり（5月14日、ONETIME）
- まり (scute1121)（6月18日、S-Cute）
- ヤリマンギャル大集合! バイブスぶちあげ成人式でスッポンポンポーッン! 完全版（9月26日、パラダイステレビ）
- モデル系JDに中出し! 口内発射の4回戦!! 裏風俗の撮影オプションで捉えた18歳の完成されたスケベスキルで金玉空っぽ!! あみか（12月16日、まんまんランド）

- まり（1月16日、れいわしろうと）
- あみか（3月16日、まんまんランド）
- パンストが似合うスレンダー美女のデカ尻に大量射精。（3月19日、インディ）
- わかな (erofc048)（5月4日、恋愛カノジョ）
- 【前の店を本番行為で解雇になったのに懲りずにまた本番行為を行ったメンエス嬢】 以前働いていたデリヘルを規約違反で退店後、当店へ移籍してきたセラピスト! 指名客をゲットするためにお客様の本強に大した抵抗もせず、そのままフェラ→挿入! 自分から腰振りに行ってある意味確信犯的な過剰サービスでおもてなし! 【まり(赤羽店)入店6か月】（7月17日、ドキュメントdeハメハメ Plus）
- りょう (bskc004)（7月22日、アシグモ）
- かがみさん（8月1日、人妻空蝉橋）
- 制服カメラ 加賀美まり（10月18日、ドリチケ★サロン）
- そう、その目でその喉で… 涙ながらに尺りなさい 加賀美まり（10月20日、WAAPサロン）
- 制服美少女と淫口 加賀美まり（11月8日、ドリチケ★サロン）
- マリさん (hobb047)（11月23日、ZOOOthe100）

- マリ (hobb095)（6月23日、ZOOOthe100）
- まりちゃん (oreh021)（8月19日、俺の素人-Z-）
- 【彼氏の誕プレを買うために…】お金が欲しくて入店した新人バニー! 客からのお小遣いにつられて寝取られグポフェラ生中出し!【まり(21)】（8月30日、ドキュメントdeハメハメ）
- 加賀美さん（10月14日、熟蜜のヒミツ）

### イメージビデオ
- 私は… 清楚な変態…と呼ばれたい!（2019年10月18日、メディアブランド）※「石川茉莉」名義

### デジタル写真集
- デジグラ・デラックス 加賀美まり 001（2022年8月5日、PAD）
- デジグラ・デラックス 加賀美まり 002（2022年9月9日、PAD）
- デジグラ・デラックス 加賀美まり 003（2022年10月14日、PAD）